# Абаза ТВ
«Абаза́ ТВ» — телевизионная компания в Республике Абхазии со штаб-квартирой в Сухуме и собственным телеканалом. Генеральный директор — Руслан Хашиг.

## История
Независимая телевещательная компания основана абхазским предпринимателем Бесланом Бутбой в 2007 году. В своей вещательной политике стремится к объективности, не выражая точку зрения ни правительства Абхазии, ни оппозиции.

## Формат вещания
Вещает круглосуточно. Два раза в сутки на канале в прямом эфире выходят новости на русском языке, один раз в неделю — итоговая программа новостей на абхазском языке.